# Пхёнчхан
Пхёнчха́н (кор. 평창군?, 平昌郡?, Пхёнчхангун) — уезд в провинции Канвондо, Южная Корея. Административный центр — уездный город Пхёнчхан. Является третьим по площади территории уездом в стране. Расположен в горах Тхэбэксан примерно в 180 км к востоку от столицы страны, Сеула.

## История
Во времена Когурё на месте современного Пхёнчхана располагался округ (хён) Уко, который затем, в эпоху Объединённого Силла, был переименован в Пэго. В эпоху Корё, в 1387 году округ получил статус уезда (кун или гун) и современное название. Сразу после этого Пхёнчхану снова был присвоен статус округа, однако в 1392 году Пхёнчхан снова стал уездом, так как здесь родилась и жила супруга тогдашнего короля Кореи — вана Мокчо.
За время своего существования Пхёнчхан несколько раз менял свои границы, последнее изменение произошло в 1996 году.

## География
Пхёнчхан расположен на склонах гор Тхэбэксан в центре провинции Канвондо. В черте уезда расположено более 100 пиков высотой более 1000 метров. Граничит с Канныном, Чонсоном, Хвенсоном, Йонволем и Хончхоном.

## Административное деление
Пхёнчхан административно делится на 1 уездный город (ып) и 7 волостей (мён):
| Название               | Хангыль  | Площадь, км² | Население, чел. | Внутреннее деление | Примечания                                      |
| ---------------------- | -------- | ------------ | --------------- | ------------------ | ----------------------------------------------- |
| уездный город Пхёнчхан | 평창읍   | 161,43       | 9559            | 31 ри              | Здесь находится правительство уезда.            |
| волость Йонпхён        | 용평면   | 135,38       | 3019            | 8 ри               | Крупный горнолыжный курорт.                     |
| волость Митхан         | 미탄면   | 109,74       | 1981            | 9 ри               |                                                 |
| волость Панним         | 방림면   | 120,8        | 2453            | 3 ри               |                                                 |
| волость Понпхён        | 봉평면   | 217,47       | 5273            | 9 ри               |                                                 |
| волость Тэгваллён      | 대관령면 | 221,6        | 6165            | 6 ри               | Здесь расположен спортивный комплекс Пхёнчхана. |
| волость Тэхва          | 대화면   | 166,65       | 5942            | 5 ри               |                                                 |
| волость Чинбу          | 진부면   | 331,14       | 10 203          | 18 ри              |                                                 |

## Спорт

### Зимние Олимпийские игры

#### Кандидат на проведение Игр
Игры 2010 года
Пхёнчхан пытался стать столицей зимних Олимпийских Игр 2010 года. Он выиграл первый этап голосования, получив 51 голос (против 40 у канадского Ванкувера и 16 у австрийского Зальцбурга), однако в финальном раунде голосования проиграл Ванкуверу со счётом 53-56. Это было самое драматичное голосование с тех пор, как Сидней опередил Пекин в голосовании на проведение летних Игр 2000 года на 2 голоса.
Игры 2014 года
Пхёнчхан был кандидатом от Южной Кореи на проведение XXII зимних Олимпийских игр. Это была вторая попытка Пхёнчхана стать столицей зимних Игр. 22 июня 2006 года число кандидатов сократилось до трёх: помимо Пхёнчхана в финал голосования вышли Зальцбург (Австрия) и Сочи (Россия). В последнем раунде голосования 4 июля 2007 года Зальцбург выбыл первым, после чего Пхёнчхан проиграл российскому Сочи всего 4 голоса.
Игры 2018 года
Несмотря на неудачные попытки принять Игры, власти Пхёнчхана не оставили планов завершить строительство олимпийских объектов и снова принять участие в выборе кандидатов на проведение зимних Олимпийских игр 2018 года. Была начата постройка гостиниц, нового горнолыжного курорта «Альпензия», продолжена «Программа Мечты» (англ. Dream Program), подготовленная к заявке 2010 года.
С третьей попытки Пхёнчхану всё-таки удалось стать столицей зимних Игр. 6 июля 2011 года в ходе сессии Международного олимпийского комитета (МОК) в южноафриканском Дурбане было принято решение, что Зимние Олимпийские игры 2018 пройдут в южнокорейском городе. Пхёнчхан опередил немецкий Мюнхен и французский Анси, которые также претендовали на проведение Игр. Столица определилась в первом туре: кандидат от Кореи получил большинство голосов.
| Кандидаты | Страна           | 1-й раунд |
| Пхёнчхан  | Республика Корея | 63        |
| Мюнхен    | Германия         | 25        |
| Анси      | Франция          | 7         |

### Другие соревнования
В феврале 2009 года в Пхёнчхане проходил Чемпионат мира по биатлону.
В феврале 2013 года в городе проходили зимние специальные Олимпийские игры.

## Символы
- Цветок: королевская азалия.
- Дерево: пихта.
- Птица: мандаринская утка.
- Маскот: снеговик Нундунги.